# تشيما داي كوغن
تشيما داي كوغن (بالإنجليزية: Cima dei Cogn)‏ هو أحد جبال سلسلة جبال الألب ليبونتيني وجزء من القمة الأم رهينفالدورن يقع في كانتون غراوبوندن وكانتون تيسينو، سويسرا. يبلغ ارتفاع الجبل حوالي 3063 متر، بينما يبلغ ارتفاع نتوء الجبل 177 متر.